# Единичный квадрат
Единичный квадрат — квадрат, стороной которого является единичный отрезок. Единичный квадрат является единицей измерения площади. Иногда требуют, чтобы в прямоугольных координатах левый нижний угол единичного квадрата находился бы в начале координат и его стороны были бы параллельны осям координат. В этом случае его вершины имеют координаты {\displaystyle (0,0)}, {\displaystyle (1,0)}, {\displaystyle (1,1)} и {\displaystyle (0,1)}.

## Определения
Часто под единичным квадратом подразумевается любой квадрат со стороной 1.
Если задана прямоугольная система координат, то этот термин часто используют в более узком смысле: единичный квадрат — это множество точек, обе координаты которых (x и y) лежат между 0 и 1:
{\displaystyle {\begin{cases}0\leq x\leq 1\\0\leq y\leq 1\end{cases}}}.
Иными словами, единичный квадрат — это прямое произведение I × I, где I — единичный отрезок {\displaystyle [0;1]}.
В комплексной плоскости под единичным квадратом подразумевается квадрат с вершинами 0, 1, 1 + i и i.

## Единица площади
Единичный квадрат является единицей измерения площади фигуры. Измерить площадь фигуры — значит найти отношение площади фигуры к площади единичного квадрата, то есть сказать, сколько раз единичный квадрат может быть уложен в данной фигуре. Есть все основания предполагать, что так определяли площадь математики Древнего Вавилона.
В «Началах» Евклида не было единицы измерения длины, а значит, не было понятия единичный квадрат. Евклид не измерял площади числами, вместо этого он рассматривал отношения площадей друг к другу.

## Свойства
- Площадь единичного квадрата равна 1, периметр — 4, диагональ — {\displaystyle {\sqrt {2}}}.
- Единичный квадрат является «кругом» диаметра 1 в смысле равномерной нормы ({\displaystyle L^{\infty }}), то есть множество точек, которые расположены на расстоянии 1/2 в смысле равномерной нормы от центра с координатами (1/2, 1/2), является единичным квадратом[5].
- Кантор доказал, что существует взаимнооднозначное соответствие между единичным отрезком и единичным квадратом. Этот факт настолько противоречит интуиции, что Кантор в 1877 году писал Дедекинду: «Я вижу это, но не верю»[6][7].
- Ещё более удивительный факт был открыт Пеано в 1890 году: оказывается существует непрерывное отображение отрезка на квадрат. Примером такого отображения является кривая Пеано, первый пример заполняющей пространство кривой. Кривая Пеано задаёт непрерывное отображение единичного отрезка на квадрат, так, что для каждой точки квадрата найдется соответствующая точка отрезка[8].
- Тем не менее, не существует взаимнооднозначного непрерывного отображения отрезка в квадрат. Кривая Пеано содержит кратные точки, то есть она проходит через некоторые точки квадрата более одного раза. Таким образом, кривая Пеано не задаёт взаимнооднозначного соответствия. В действительности легко доказать, что отрезок не гомеоморфен квадрату, значит, избежать кратных точек невозможно[9].

## Открытая проблема
Неизвестно (на 2011 год), существует ли точка на плоскости такая, что расстояние до любой вершины единичного квадрата является рациональным числом. Однако известно, что такой точки не существует на границе квадрата.